# Скірмунт Роман Олександрович
Роман Скірмунт (біл. Раман Скірмунт; 25 квітня 1868 — 7 жовтня 1939) — білоруський державний і політичний діяч.

## Біографія
Походив з католицького шляхетського роду Скірмунтів.
Народився в родинному маєтку в селі Поріччя Пінського повіту Мінської губернії (Російська імперія.

### Політична діяльність
Належав до ідеологічного руху крайовців, що виступали за усамостійнення Білорусі та Литви від Російської імперії, був одним із лідерів «крайовців», був прихильником «ягеллонської ідеї» (тобто відродження багатоетнічної федеральної Речі Посполитої).
Заступник президента Мінського товариства сільського господарства (1907–1917), один із лідерів Польського товариства «Просвіта», депутат Першої державної думи (1906–1907), член російської Державної Ради (1910–1911).
Голова Білоруського народного комітету (1915–1917), Білоруського національного комітету (1917).
Член білоруського народного представництва, організатор підготовки Всебілоруського з'їзду, другий голова Виконавчого комітету цього з'їзду (лютий-березень 1918).
Член Ради Білоруської Народної Республіки, прем'єр-міністр Республіки. Представник пронімецької партії.
Після ліквідації Республіки проживав на терені Польської Республіки. Сенатор польського парламенту (1930–1935).
Розстріляний у своєму маєтку разом із сім'єю після завоювання східних земель Польської Республіки Червоною армією.